# أشغال شاقة (فلم)
أشغال شاقة فيلم دراما مصري للمخرج أحمد السبعاوي عام 1998 عن قصة للواء الشرطة محمد عباس منصور  وكتب السيناريو والحوار السيناريست فيصل ندا. الفيلم من بطولة آثار الحكيم، ماجد المصري، سامي العدل، عبده الوزير، إنتصار، وفايق عزب  وتدور الأحداث حول لقاء العقيد منصور بحبيبته السابقة سلمى، بعد أن أصبح ضابط شرطة أعزب، وأصبحت هي فنانة وتزوجت مرتين، واتفقا على استئناف العلاقة مرة أخرى، وجمع بينهما وجود أحد تجار المخدرات في شقتها المفروشة. صدر الفيلم إلى دور العرض المصرية في يناير 1998. منح موقع قاعدة بيانات الأفلام العربية "السينما.كوم" الفيلم درجة 5.3/ 10.

## طاقم التمثيل
- آثار الحكيم: في دور الفنانة سلمى
- ماجد المصري: في دور العقيد منصور العيسوي
- سامي العدل: في دور عماد المؤيد
- عبده الوزير: في دور الرائد راشد (مكتب مكافحة المخدرات)
- إنتصار: في دور  ياسمينا (الراقصة)
- فايق عزب: في دور الريس عابد
- عثمان محمد علي: في دور العميد رئيس مكتب مكافحة المخدرات
- جميلة عزيز: في دور ناهد (زوجة الرائد راشد)
- أشرف طلبة: في دور الرائد مصطفى
- مصطفى الشامي: في دور الدكتور درديري
- نعيم عيسى:[7] في دور أبو عمر (تاجر المخدرات)
- محمد توفيق:[8] في دور أيوب
- عمران بحر: في دور بواب العمارة
- عبد الله سعد:[9] في دور وليام (الدبلوماسي الأفريقي)
- كمال الألفي: في دور مستر كارف
- بالاشتراك مع: حسام فياض – مصطفى رجب [10]– عطية داود [11]– رحاب علي [12]– ضياء الروح [13]– إيمان سعيد [14]– جيهان الأمير[15][16][17]

## أحداث الفيلم
يعمل العقيد منصور العيسوي (ماجد المصري) بمكتب مكافحة المخدرات تحت قيادة العميد (عثمان محمد علي) ومعاونة الرائد راشد (عبده الوزير) ويبذلون الجهد الكبير في مطاردة تجار المخدرات، حتى أن الرائد راشد يهمل زوجته ناهد (جميلة عزيز) الحامل، من أجل التفرغ لعمله. يتمكن مكتب المكافحة من القبض على تاجر المخدرات أبو عمر (نعيم عيسى) الذي أرهق رجال الشرطة طويلًا، وقبل أن ينالوا قسطًا من الراحة تأتيهم معلومات عن وصول خمسة صناديق خشبية كبيرة محملة بالمخدرات. يقوم العقيد منصور بالتحري ويتوصل لأول الخيط، ويتابع القبض على بعض العناصر، ولكنه يريد أفراد الشبكة جميعًا وخصوصًا زعيم الشبكة المجهول. يكتشف منصور أن أحد المهربين يستأجر شقة مفروشة تملكها الفنانة سلمى (آثار الحكيم) ويثير ذلك شجون منصور، فقد كانت سلمى هي حبه القديم قبل عملها بالفن. كان زوج أم سلمى يستغلها، وابعدتها أمها عن منصور، وضحت سلمى بحبها من أجل أمها، والآن بعد أن ماتت الأم ودخل زوج الأم السجن،وأصبحت فنانة مشهورة، رحبت سلمى بحبها القديم العقيد منصور، الذي لم يتزوج، بينما تزوجت هي مرتين وفشلت. تدلي سلمى، للعقيد منصور، بمعلومات عن مستأجر الشقة، الذي هرب فور علمه بتدخل الشرطة، ويتفق منصور مع سلمى على التعاون للإيقاع بالعصابة، حيث أثبتت التحريات أن هناك أحد عناصرها السوري، من أصل مصري، عماد المؤيد (سامي العدل) الشهير بأبو طارق. يتمكن الرائد راشد من التعرف على عماد المؤيد متنكراً في شخصية الدكتور عمر، مستورد الأدوية، ويكتشف أن فتاة الآداب الراقصة ياسمينا (إنتصار) على علاقة بابنه طارق، فيطلب منها أن تزرع له ميكروفونات بشقة المؤيد لمراقبته. تتمكن سلمى من التعرف على عماد المؤيد، وتزيد أواصر الصداقة بينهما، وتقنعه أن شقيقها قد تورط في عملية تهريب مخدرات مع صاحب معرض سيارات يُدعى رضا عبد الخالق، الذي يتنكر العقيد منصور بشخصيته، ويتمكن من التعاون مع عماد المؤيد في جلب المخدرات لداخل البلاد، مستغلين وليام (عبد الله سعد)، الدبلوماسي الأفريقي، في إدخال المخدرات لداخل البلاد. يتعرف منصور على الريس عابد (فايق عزب) الذي يهيمن على مراكب الميناء، ويمكنه إدخال المخدرات للبلاد، وتتم الصفقة ويلقى القبض على الجميع ومعهم زعيم الشبكة السيد كارف (كمال الألفي) ويصاب الرائد راشد في الحملة ويموت قبل أن يرى ابنه المولود حديثًا.

## وصلات خارجية
- أشغال شاقة على موقع قاعدة بيانات الأفلام العربية
- أشغال شاقة على موقع قاعدة بيانات الفيلم (الإنجليزية)
- أشغال شاقة على موقع ليتربوكسد (الإنجليزية)